# Ersekë
Ersekë ou Erseka est une ville d’Albanie, située près de la frontière avec la Grèce. Elle est aujourd’hui la capitale du district de Kolonjë, dans la préfecture de Korçë.
Fondée au XVIIIe siècle, elle est située au pied de la chaîne des Gramos, à 1 050 mètres d’altitude, ce qui en fait la ville la plus haute d’Albanie.
En 2001, sa population atteint les 5 507 habitants. Ersekë a des hôtels et un musée. Pendant la Seconde Guerre mondiale, les soldats de la Wehrmacht ont trouvé un trésor dans la région, maintenant connu sous le nom de Trésor d'Ersekë.